# Зденек Шрейнер
Зденек Шрейнер (чеськ. Zdeněk Šreiner ; 2 червня 1954, Острава — 28 листопада 2017) — чехословацький футболіст, півзахисник, олімпійський чемпіон (1980), дворазовий чемпіон Чехословаччини.

## Клубна кар'єра
Почав кар'єру в клубі «ВЖКГ Острава». З 1976 року протягом одинадцяти сезонів виступав за Банік з Острави, за цей час зіграв 291 матч і забив 33 голи у вищому дивізіоні Чехословаччини. Двічі, у сезонах 1979/80 та 1980/81, зі своїм клубом ставав чемпіоном країни, тричі здобував срібні медалі. У 1978 став володарем Кубка Чехословаччини. Неодноразово брав участь у матчах єврокубків — зіграв 10 матчів (1 гол) у Кубку чемпіонів, 8 матчів у Кубку володарів кубків та 14 матчів (3 голи) у Кубку УЄФА. У сезоні 1978/79 став півфіналістом Кубка володарів кубків. У 1979 та 1985 роках ставав переможцем Кубка Інтертото.
Наприкінці кар'єри виступав у чемпіонатах Франції та Австрії.

## Виступи за збірні
У складі олімпійської збірної Чехословаччини став переможцем футбольного турніру Олімпіади-1980 у Москві, у тому числі забив гол у півфінальному матчі у ворота Югославії. Загалом у складі олімпійської збірної зіграв у 1979—1980 9 матчів і забив 1 гол.
Дебютував у національній збірній Чехословаччини 24 вересня 1980 року у матчі проти Польщі . Усього за збірну зіграв 6 матчів у 1980—1984 роках (усі — товариські). Також зіграв 2 матчі та забив 1 гол за збірну «Б».
Помер 28 листопада 2017 року на 64-му році життя.

## Титули і досягнення
- Чемпіон Чехословаччини: Банік (Острава) 1979/1980, 1980/1981
- Володар Кубка Чехословаччини: Банік (Острава) 1978

- Олімпійський чемпіон: 1980
- Кубок Інтертото: 1979, 1985